# Semicenk

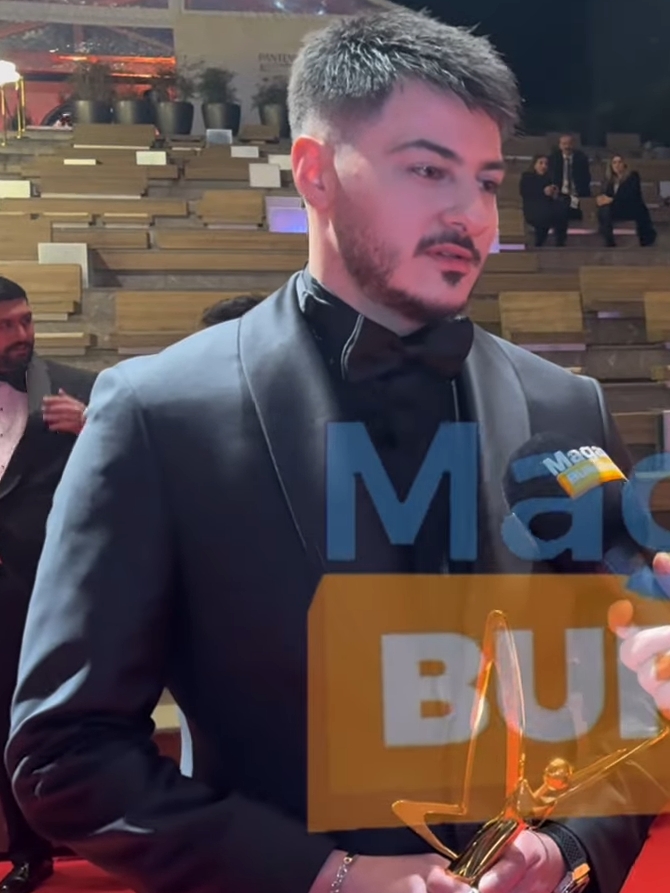
Semicenk (2024)

Cenk Baş (* 7. Oktober 1998 in Boyabat), auch bekannt unter seinem Künstlernamen Semicenk, ist ein türkischer Popmusiker.

## Karriere
Erstmals bekannt wurde er im Jahr 2019 durch die Teilnahme bei O Ses Türkiye. Anfang 2021 begann er schließlich erste Singles zu veröffentlichen. Er hat anschließend mit türkischen Pop-Größen wie Funda Arar, Ziynet Sali oder Mustafa Ceceli zusammengearbeitet. Mit Reynmen entstand die erfolgreiche Kollaboration Yana Yana. Sehr bekannt wurde der darauffolgende Song Canın Sağ Olsun.
Im Jahr 2023 war Semicenk der meistgehörte türkische Musiker auf Spotify.
Zudem gewann er Ende 2023 bei den 49. Altın Kelebek Awards gleich zwei Preise, einmal in der Kategorie als „Bester Newcomer“ sowie in der Kategorie „Bester Song“ für die Veröffentlichung seiner Single Pişman Değilim. Ein Jahr später gewann er den Altın Kelebek Award in der Kategorie Bester Sänger.
Neben zahlreichen Singles hat Semicenk bislang auch drei EPs veröffentlicht.

## Diskografie

### EPs
- 2022: Aşırı Doz
- 2023: Karışık Kaset
- 2024: Geçiyor Zaman

### Singles
| - 2021: Sen Kaldın (mit Aziz) - 2021: Yüzü Tanıdık Değil - 2021: Kalbim Usandı - 2021: Düşer Aklıma - 2022: Al Sevgilim (mit Funda Arar) - 2022: Herkes Gibisin - 2022: Dayan (mit Mustafa Ceceli) - 2022: Bozulmuş Kalbim (mit Ziynet Sali & İlkan Günüç) - 2022: Unutmak Öyle Kolay Mı Sandın - 2022: Sevecek Sandım - 2022: Masal Gibi - 2022: Hangi Yüzüne Konuşacağım - 2023: Bir Anda Düşüverdim (mit Doğu Swag) - 2023: Yana Yana (mit Reynmen) - 2023: Canın Sağ Olsun (mit Rast) - 2023: Geri Dönemedim - 2023: Pişman Değilim (mit Doğu Swag) | - 2023: Tanrım Reva Mı - 2023: Mesafe - 2023: Fark Ettim - 2023: Batık Gemi - 2023: Eyvah Neye Yarar - 2023: İlkbaharım Kışa Döndü - 2024: Şalteri Kapattım - 2024: Tek Başıma - 2024: Küle Dönmüşsün (mit Doğu Swag) - 2024: Geçiyor Zaman - 2024: Onlar Anlamaz Halden - 2024: Kader Sağ Olsun - 2025: Gözlerinden Gözlerine - 2025: Bulamazsın - 2025: Kalpsiz - 2025: Sabrettim (mit Sefo) |

Quelle:

## Auszeichnungen
- 2023: Altın Kelebek Award in der Kategorie Bester Newcomer
- 2023: Altın Kelebek Award in der Kategorie Bester Song (für Pişman Değilim)
- 2024: Altın Kelebek Award in der Kategorie Bester Sänger